# Marie Stejskalová (politička)
Marie Stejskalová (7. prosince 1879 Praha – 3. listopadu 1953 Nová Ves nad Nisou) byla česká a československá politička a meziválečná senátorka Národního shromáždění za Komunistickou stranu Československa.

## Biografie
V parlamentních volbách v roce 1929 získala senátorské křeslo v Národním shromáždění. V senátu setrvala do roku 1935.
Profesí byla dělnicí v Praze VIII.